# Heroínas Toledo
Las heroínas Toledo fueron tres mujeres: una madre con sus dos hijas, naturales del pueblo de Concepción, cerca de Huancayo, en Perú, quienes se destacaron durante la guerra de la Independencia. La madre se llamaba Cleofé Ramos y sus hijas María e Higinia Toledo, aunque otras versiones indican los nombres de Teresa y Rosa para las hermanas.
En el marco de la guerra desatada por los españoles contra los montoneros o guerrilleros patriotas de la sierra central del Perú, las “Toledo” acaudillaron a un grupo de pobladores de Concepción para cerrar el paso de las fuerzas del general realista Jerónimo Valdés, y con tal fin derribaron el puente sobre el río Mantaro, la vía de entrada a su pueblo. De esa manera retrasaron el avance de Valdés y posibilitaron que las fuerzas patriotas del general Juan Antonio Álvarez de Arenales pudieran ponerse a salvo (marzo o abril de 1821). Por tal hazaña, el Protector José de San Martín las premió con la "Medalla de Vencedoras". En homenaje a estas heroínas peruanas un colegio nacional de mujeres del Callao lleva su nombre.

## Antecedentes
El arribo al Perú de la Expedición Libertadora encabezaba por el general don José de San Martín y la triunfal primera campaña de Arenales a la sierra del Perú (1820), causaron entusiasmo entre la población indígena. Se acrecentó el cerco de los montoneros en torno a Lima mientras que los pobladores de la sierra central se alzaron en armas en favor de la causa independentista. El virrey José de la Serna ordenó entonces al general Juan Antonio Monet a que rompiera el cerco de los montoneros, pero de las acciones armadas que realizó, Monet no pudo doblegar la resistencia de los patriotas.
La siguiente medida del virrey fue armar una fuerte división, al mando del general Mariano Ricafort, para derrotar la insurrección de la sierra central y a la vez para socorrer al general José Carratalá, que se hallaba cercado en Izcuchaca por las montoneras. Ambos militares españoles luego de tremendos esfuerzos lograron unir sus fuerzas, pero tuvieron que retroceder, perseguidos por los guerrilleros patriotas. Para auxiliar a sus tropas, el virrey decidió enviar al general Jerónimo Valdés con un crecido número de efectivos. Valdés partió en marzo de 1821 desde el cuartel de Aznapuquio (cerca de Lima), rumbo a la sierra central.
En dicha época las heroínas Toledo encabezaron un grupo de pobladores de Concepción para evitar el ingreso de las fuerzas del enemigo, y derribaron en aquel entonces el puente sobre el río Mantaro, para evitar la conquista de su pueblo.
La marcha de Valdés fue obstaculizada por los montoneros, pero pudo llegar hasta donde Ricafort, con quien emprendió campaña por la banda occidental del río Mantaro, mientras que por la banda oriental se desplazaban los patriotas lugareños alzados, que habían cortado todos los puentes, menos el del pueblo de Concepción. Los realistas o españoles decidieron apoderarse de ese puente e ingresar por él a la otra orilla.

## La hazaña
La hazaña de las heroínas Toledo sucedió el 3 de marzo o 10 de abril de 1821. Después un fuego cruzado de una orilla a la otra y ante el avance de un regimiento de húsares de Valdés, que empezaron el cruce, las tres mujeres, encabezando a los defensores de Concepción, lograron cortar las amarras del puente colgante. Operación audaz que fue ejecutada en medio del fuego del enemigo, y con tal rapidez que concluyó oportunamente. Los soldados realistas que temerariamente avanzaban ya por el puente se hundieron con este en el río Mantaro. 
Los patriotas lograron así ganar tiempo para retirarse y evitar un acorralamiento, y Valdés tuvo que buscar otro pasaje para cruzar el río Mantaro. Cuando al fin los realistas entraron a Concepción, la encontraron casi despoblada y Valdés ordenó que fuera incendiada. Sus defensores se retiraron hacia la selva. Las tres heroínas sobrevivieron en pueblos indígenas hasta que junto con el resto de los pobladores retornaron a Concepción, que fue prontamente reconstruida.
En cuanto a Valdés, prosiguió su avance hacia Jauja, pero en Ataura se encontró con varios miles de montoneros que le cerraban el paso. Se produjo un sangriento enfrentamiento, y si bien los patriotas fueron derrotados, los realistas sufrieron igualmente varias bajas. Valdés se reunió con Ricafort en Jauja, y ambos decidieron retornar a Lima, pues era imposible someter a las fuerzas patriotas indígenas reunidas en montonera que les atosigaban permanentemente.